# 小別沢トンネル

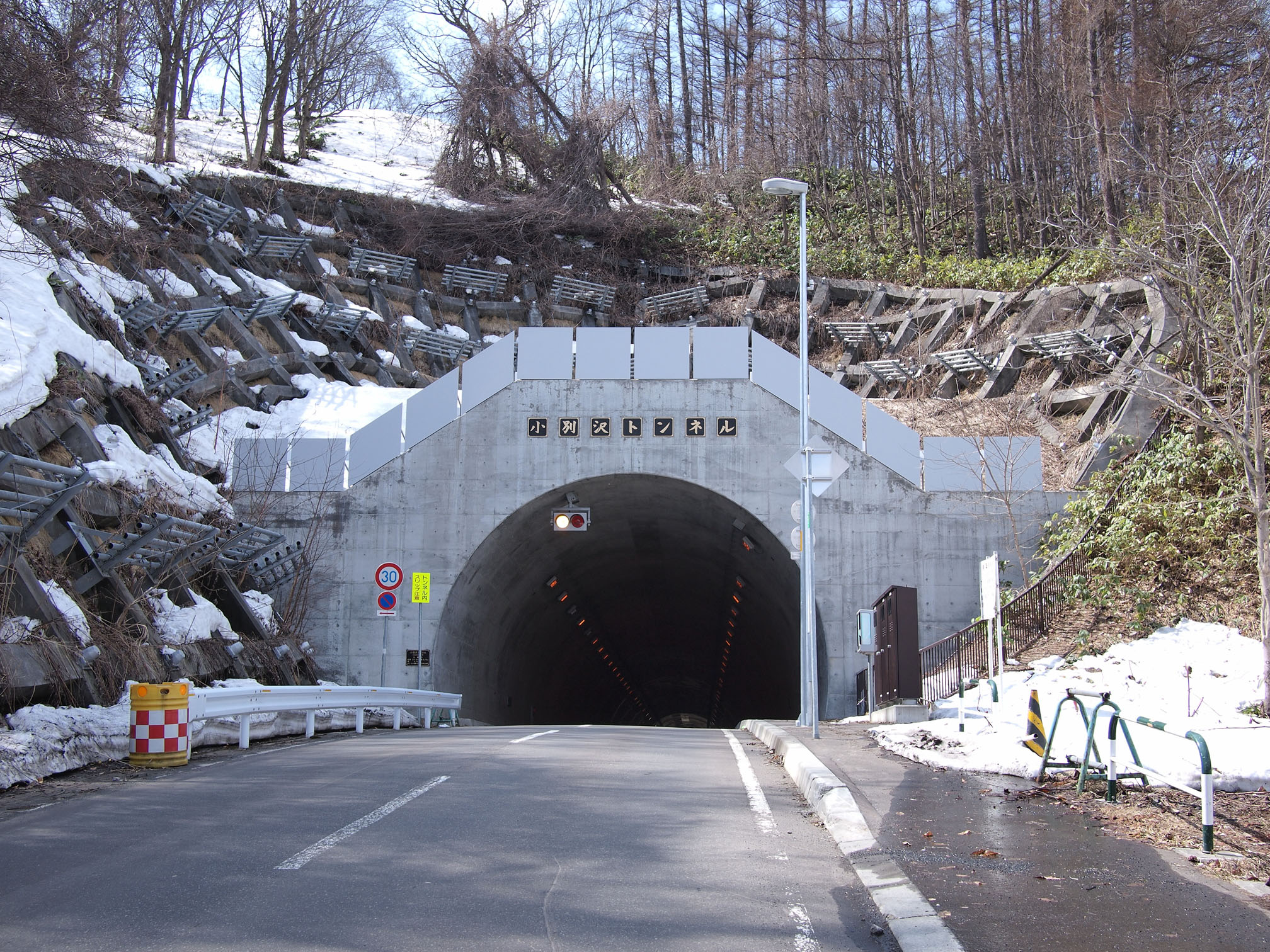
小別沢トンネル（2010年4月）

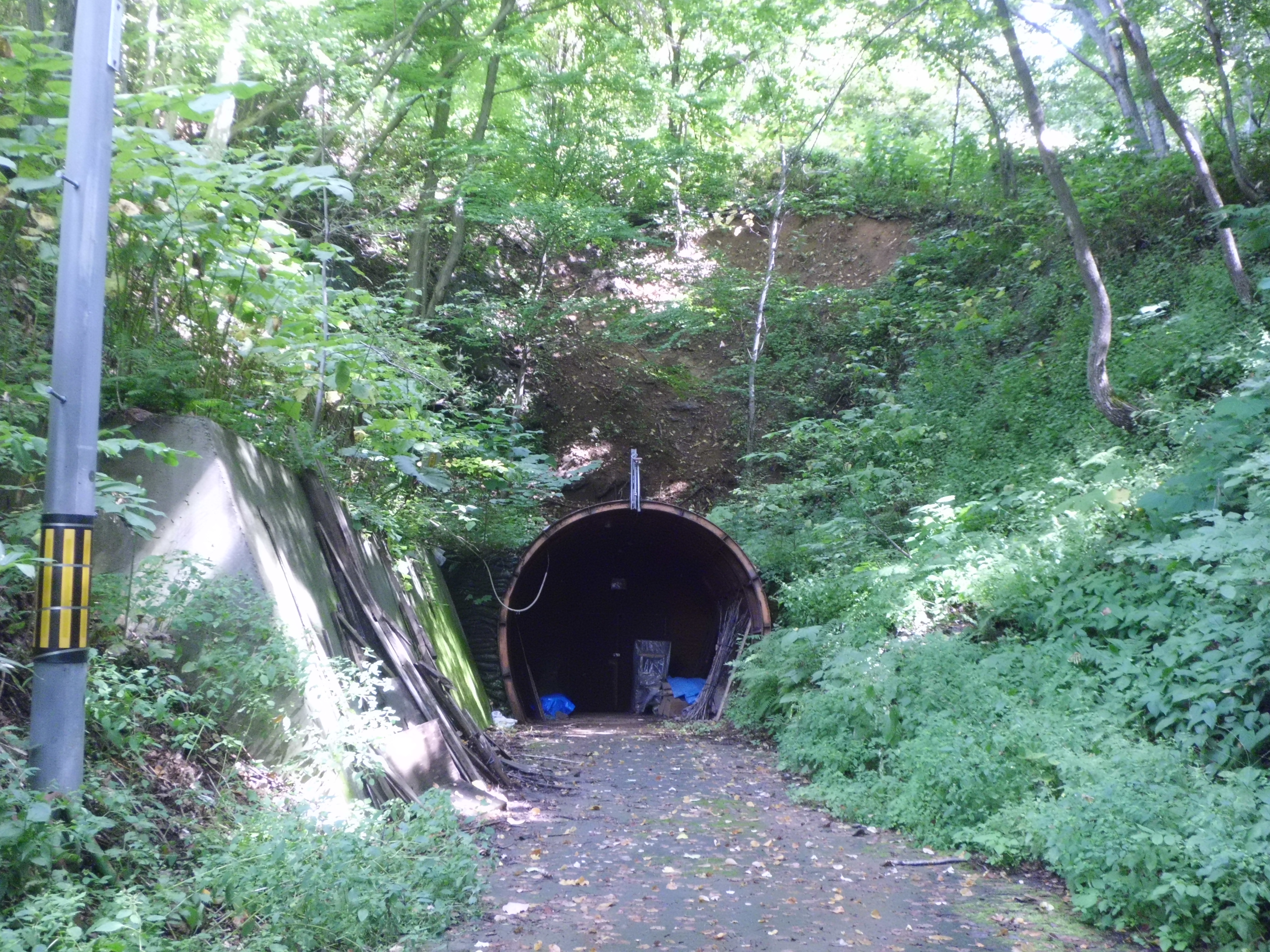
旧トンネル小別沢出口（2015年9月）

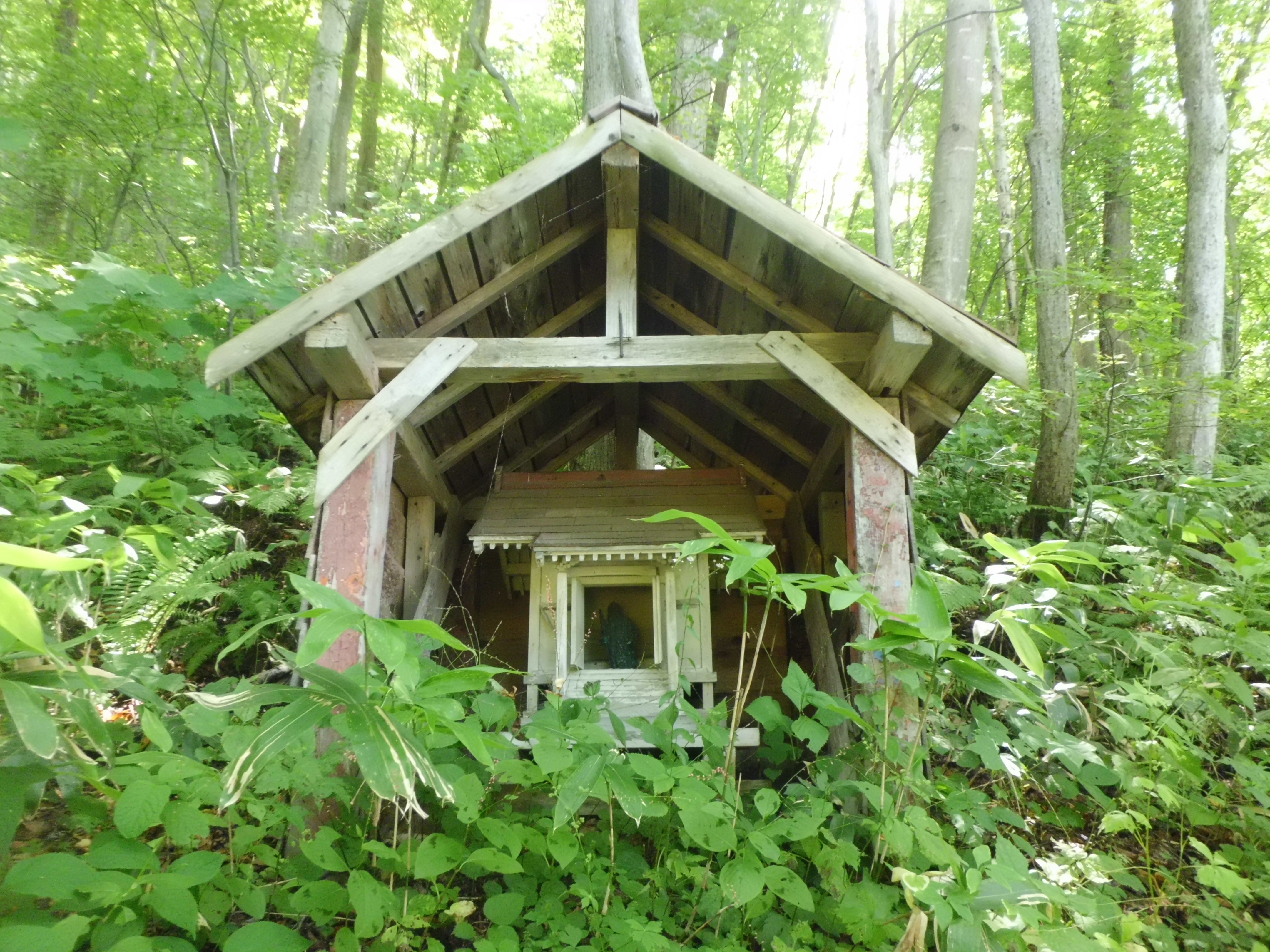
旧トンネルそばの祠

小別沢トンネル（こべつざわトンネル）は、札幌市西区小別沢と中央区宮の森を結ぶ札幌市道のトンネル。
なお、「こべつざわ」の地名語源は、アイヌ語の「ク・オ・ペツ」（仕掛け弓のある川）より。

## 旧トンネル
初代の小別沢トンネルは、1927年（昭和3年）ころから2年をかけ、小別沢地区住民によって人力で100メートルほど掘られたのを始まりとする。
その後、鉄筋やコンクリートによる補強が行われてきたが、新トンネルの開通とともに閉鎖され、中に入ることはできなくなった。
小別沢側の入り口近くには、何を祀っているとも知れない小さな祠がある。

## 新トンネル
初代トンネルの老朽化が進んだことから、2003年（平成15年）4月に建設された新しいトンネル。延長231.5メートル、道路幅員9.5メートル。
内部には歩道が施されており、安全に歩いて通行できる。